# کرین مخ
کرین مخ (به آلمانی: Corine Mauc) سیاست‌مدار سوئیسی است. وی از سال ۲۰۰۹ شهردار زوریخ بوده.